# Citheronia lichyi
Citheronia lichyi är en fjärilsart som beskrevs av Lemaire 1971. Citheronia lichyi ingår i släktet Citheronia och familjen påfågelsspinnare. Inga underarter finns listade i Catalogue of Life.